# Белореченский (Свердловская область)
Белореченский — посёлок в Белоярском районе Свердловской области России. Входит в Белоярский муниципальный округ.
Ранее посёлок входил в состав Студенческого сельсовета Белоярского района.

## География
Посёлок Белореченский расположен на водоразделе рек Пышмы и Исети, в 8 километрах к югу от посёлка Белоярского (от центра).

### Часовой пояс
Белореченский, как и вся Свердловская область, находится в часовой зоне МСК+2. Смещение применяемого времени относительно UTC составляет +5:00.

## Население
| 2002 | 2010 | 2021 |
| ---- | ---- | ---- |
| 641  | →641 | ↘416 |

## Инфраструктура
В посёлке Белореченском десять улиц: Весовая, Восточная, Западная, Коннозаводская, Кормовая, Механизаторов, Молодёжная, Октябрьская, Северная и Уральская.